# Johann Ludwig Steiner
Johann Ludwig Steiner (Zúric, 1 de juliol de 1688 - Zúric, 27 de març de 1761) fou un compositor alemany del Barroc.
Steiner era el fill del trompetista de la ciutat de Zuric, a qui va succeir en 1705, continuant la tradició familiar de la prestació del trompetista de la ciutat durant gairebé 200 anys, des de 1617 a 1803. Johann era un consumat músic, va prendre lliçons d'òrgan de L. Kellersberger a Baden (Argòvia), i que va tocar altres instruments. També va ser un rellotger expert.
Durant uns anys va residir a Nuremberg i després retornà a la seva vila natal. Les seves obres més conegudes són: Sei sonate da camera (Nuremberg, 1731); Salms a moltes veus amb baix continu (Nuremberg, 1734); Motets a 2 veus (Zuric, 1739), i un Tratado de canto (Zuric, 1738).